# Louis Verneuil
Louis Jacques Marie Colin du Bocage, conegut amb el sobrenom de Louis Verneuil, (París, el 14 de maig 1893 - el 3 de novembre de 1952) fou un actor, realitzador i autor dramàtic francès. Va signar sol 38 obres de teatre i 25 en col·laboració de Georges Berr.

## Obra dramàtica
- 1919. Pour avoir Adrienne.
- 1920. Mademoiselle sa mère.
- 1923. Ma cousine de Varsovie, estrenada al Théâtre Michel.
- 1928. L'Amant de madame Vidal.

## Traduccions al català
- Vostè sera meva. Traducció d'Amichatis.
- La senyoreta mamà (1924). Traducció d'Amichatis
- L'amiga, el capritxo i el que paga (1926). Traducció d'Amichatis.